# Segurança do Grande Colisor de Hádrons
Algumas questões têm sido levantadas, na mídia e entre alguns cientistas, sobre a segurança das experiências no Grande Colisor de Hádrons, "LHC". O objetivo deste artigo é esclarecer até que ponto tais questionamentos têm fundamento.
Trata-se da maior máquina e do mais poderoso acelerador de partículas construído, a cargo da Organização Europeia de Pesquisa Nuclear (CERN), perto de Genebra, na Suíça. O alegado perigo de partículas LHC e das colisões, que se espera começar na primavera de 2009, incluem cenários apocalípticos que envolvem a produção estáveis de micro buracos negros e da criação de hipotéticas partículas chamadas strangelets.
A par das preocupações, o CERN nomeou um grupo de cientistas  independentes para investigar a possibilidade desses cenários. Em um relatório divulgado em 2003, eles concluíram que, à semelhança de experiências atuais, colisões de partículas como as do Heavy Ion Collider (RHIC), as concebíveis no LHC também seriam inócuas. Uma segunda revisão das provas encomendado pelo CERN foi publicada em 2008. O relatório, elaborado por um grupo de físicos que não estão envolvidos nos experimentos do LHC, reafirmou a segurança das colisões no LHC. [6] [7] Foi revisto e aprovado por uma comissão do CERN de 20 cientistas externos e pelo Comitê Executivo da Divisão de Partículas e Campos da American Physical Society, [8] [9], e mais tarde foi publicado na Journal of Physics G pelo Instituto de Física do Reino Unido, que também subscreveu suas conclusões. [6]